# Three World Trade Center
För det tidigare hotellet i det ursprungliga komplexet som också kallades 3 World Trade Center, se Marriott World Trade Center.
Three World Trade Center är en kontorsbyggnad i det nya World Trade Center i New York, USA. Den började byggas 2011 och stod färdig 2018. Den är 329 meter hög upp till taket och har 80 våningar. I början av konstruktionstiden, närmare bestämt 2012, så fanns det planer på att endast bygga sju våningar, då det till en början inte fanns tillräckligt med hyrestagare.